# Jung Yeondoo
Jung Yeondoo (koreanisch 정연두) (* 1969 in Jinju) ist ein südkoreanischer Fotograf. Seinen Master of Fine Art erlangte er 1997 an der University of London. Zwei Jahre zuvor hatte er bereits das Diplom der Bildhauerei am London Institute erworben.

## Stil und Werke
Jungs Fotografie basiert häufig auf der Idee, malerische Perspektiven mit fotografischen Mitteln umzusetzen und so neu zu sehen. Seine Fotografien sind dabei stets – und das ist das Überraschende – authentisch, sind sie doch genau das, was sie darstellen. Mittlerweile gewöhnt an künstliche Bühnen- und Kulissenwelten der Werbe- und Reiseindustrie, deren vorgegaukelte Paradies-Ästhetik nur mehr Langeweile hervorruft, werden Jungs Fotografien zu wahren Überraschungen. Das, was wie ein Filmset erscheint, ist echter Sandstrand mit echten Menschen in echter Landschaft. Während wir dort, wo wir Landschaft zu erkennen glauben, Tapete sehen, bekommen wir echte Landschaft dort, wo wir Fototapete vermuten. Nichts wird versteckt, eher das Gegenteil ist der Fall, etwa wenn Jung Teile der Kulissenbauten hervorschauen lässt. Mit einem Gefühl von Sentimentalität versehene stellen Jungs Bilder echte Fälschungen, „Real Fakes“ dar.
Deutlich wird dies etwa anhand Jungs Location-Serie, die derzeit aus 26 Fotografien besteht, aufgenommen in den Jahren von 2005 bis 2008. Die Fotografien sind mittels Kulissen inszenierte Landschaftsszenarien und stellen gleichsam Rekonstruktionen möglicher oder vergangener Ereignisse dar. Dabei werden Erinnerungen an reale und fiktive Schauplätze hervorgerufen: Etwa wenn in Location #18 die liegende Venus der Alten Meister Tizian, Giorgione oder Palma il Vecchio anklingt oder Location #25 an Diana beim Bade denken lässt. Dabei spielt Jung mit verschiedenen Topoi sowohl des westlichen als auch östlichen Kulturkreises.
In der Serie Wonderland aus dem Jahre 2005 stellt Jung Kinderzeichnungen in der Realität nach. Die Buntstiftzeichnungen setzt er um in farbgewaltige Fotografien, die dem Auge der Kinder in einer naiv anmutenden Zweidimensionalität entsprechen und ihnen hinsichtlich des Phantasiegehalts in nichts nachstehen. In der Serie Bewitched hingegen macht sich der Koreaner die Phantasie der Erwachsenen zu Nutze, so setzt er in dieser Serie aus dem Jahre 2001 die Träume seiner Modelle fotografisch um und lässt sie für einen Augenblick wahr werden.
Jung bekam im Jahr 2007 als Träger des renommierten Artist of the Year-Preises eine Einzelausstellung im National Museum of Contemporary Art in Seoul. Es folgte Anfang dieses Jahres die Gruppenshow Documentary Nostalgia im Museum of Modern Art, New York. 2005 repräsentierte Jung Südkorea bei der Venedig Biennale. Jung lebt und arbeitet in Seoul, Korea.

## Einzelausstellungen (Auswahl)
- 2001 “Borame Dance Hall”, Gallery Loop, Seoul, Korea
- 2002 “Tokyo Brand City”, Koyanagi Gallery, Tokio, Japan
- 2002 “Chinese Lucky Estate”, 1A Space, Hongkong
- 2003 “Bewitched”, Gallery Loop, Seoul, Korea
- 2004 “Beat It”, Insa Art Center, Seoul, Korea
- 2005 “Wonderland”, Tina Kim Fine Art, New York
- 2006 “Are You Lonesome Tonight?”, Kukje Gallery, Seoul, Korea
- 2007 “Wonderland”, Galeria Espacio Minimo, Madrid, Spanien
- 2007 “I Will Remember You”, ACA Gallery, Atlanta / Red Gallery, Savannah College of Art and Design, Savannah, GA
- 2007 “Memories of You - Artist of the Year 2007”, National Museum of Contemporary Art Gwacheon, Korea
- 2007 “Locations”, Tina Kim Gallery, New York
- 2008 “For your Loneliness”, Galerie Gebr. Lehmann, Dresden/Berlin

## Öffentliche Sammlungen
- ArtSonje Center, Seoul, Korea
- The Calder Foundation, New York
- Estee Lauder Corporation, New York
- Fondazione Cassa di Risparmio di Modena, Italien
- Fukuoka Asian Art Museum, Fukuoka, Japan
- Gyeonggido Museum of Art, Ansan, Korea
- Joddes Collection, Pharmascience, Montreal, Kanada
- Joy of Giving Something Foundation, New York
- National Museum of Contemporary Art, Seoul, Korea
- New Line Cinema, New York
- Savannah College of Art and Design, Savannah, Georgia, USA
- Seoul Museum of Art, Seoul, Korea
- Ssamzie Space, Seoul, Korea